# Saint-Bonnet-de-Joux
Saint-Bonnet-de-Joux ist eine französische Gemeinde mit 797 Einwohnern (Stand 1. Januar 2022) im Département Saône-et-Loire in der Region Bourgogne-Franche-Comté. Sie gehört zum Arrondissement Charolles und zum Kanton Charolles.

## Bevölkerungsentwicklung
| Jahr      | 1962 | 1968 | 1975 | 1982 | 1990 | 1999 | 2007 | 2021 |
| Einwohner | 1062 | 1032 | 953  | 945  | 845  | 841  | 814  | 763  |

## Sehenswürdigkeiten
- Schloss Chaumont-la-Guiche
- Schloss les Hauts (Privatbesitz)

## Persönlichkeiten
- André-Pierre Duirat (1908–1998), römisch-katholischer Ordensgeistlicher und Bischof von Bouaké